# Luc Carvounas
Luc Carvounas (sinh ngày 8 tháng 6 năm 1971) là một chính khách người Pháp của Đảng Xã hội (PS), người từng là nghị sĩ Quốc hội từ năm 2017 đến năm 2020, đại diện cho khu vực Val-de-Marne. Ông hiện là thị trưởng của Alfortville.

## Sự nghiệp chính trị
Trong cuộc bầu cử khu vực của Pháp năm 2015 ở Île-de-France, Carvounas từng là giám đốc chiến dịch tranh cử của ứng cử viên Đảng Xã hội Claude Bartolone.
Từ năm 2017 đến năm 2020, Carvounas là nghị sĩ Quốc hội, nơi ông phục vụ trong Ủy ban Quốc phòng. Ngoài nhiệm vụ trong ủy ban của mình, ông còn là một phần của phái đoàn Pháp tại Liên minh Nghị viện (IPU).
Carvounas là ứng cử viên cho chức vụ lãnh đạo Đảng Xã hội tại Đại hội Aubervilliers năm 2018.
Từ năm 2017 đến năm 2020, Carvounas là nghị sĩ Quốc hội, nơi ông phục vụ trong Ủy ban Quốc phòng. Ngoài các nhiệm vụ trong ủy ban, ông còn là một phần của phái đoàn Pháp tại Liên minh Nghị viện Thế giới (IPU).
Vào tháng 9 năm 2020, việc tái đắc cử chức Thị trưởng Alfortville của ông khiến ông không đủ tư cách ứng cử vào Quốc hội do sự thay đổi quy tắc nhiệm vụ. Người thay thế ông, Sarah Taillebois, không đủ điều kiện do được bổ nhiệm vào École nationale d'administration. Một cuộc bầu cử phụ được tổ chức vào ngày 27 tháng 9 năm 2020, do Isabelle Santiago, cũng thuộc Đảng Xã hội, giành chiến thắng.